# Vera Collum

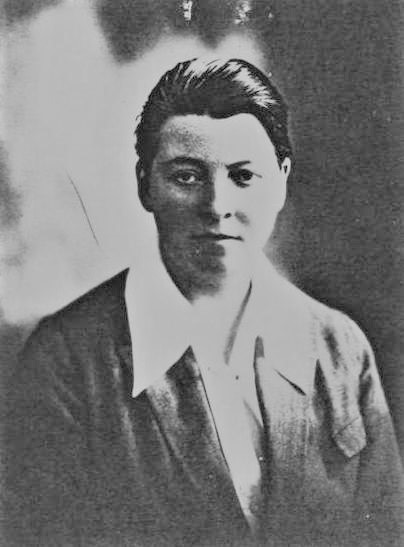
Vera Collum, Fotografie, ca. 1915

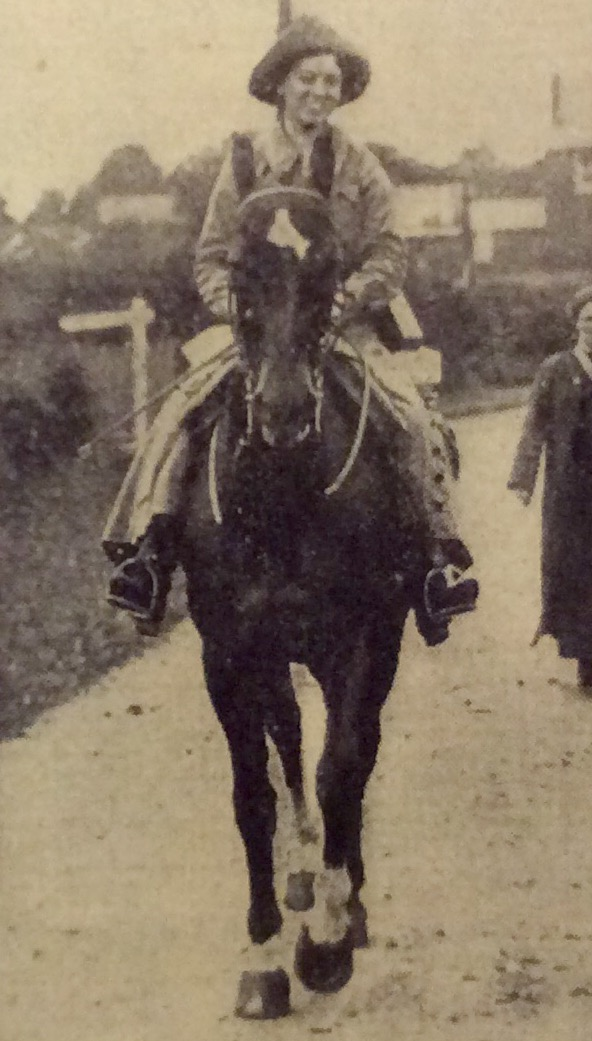
Vera Collum, Daten der Fotografie unbekannt

Vera Christina Chute Collum (* 4. April 1883 in Ambala, Britisch-Indien; † 25. Februar 1957 in Guildford, Surrey) war eine britische Journalistin, Suffragette, Anthropologin und Autorin.

## Leben
Collum wurde als Tochter von Betty Chute Ellis und Lucius Joseph Collum geboren. Nach dem Tod ihres Vaters kam sie als Kind nach England. Ihre Mutter heiratete erneut, aber Collum verstand sich nie mit ihrem Stiefvater, John Prosser Adams.
Im Jahr 1914 leitete Collum das Pressebüro der National Union of Women’s Suffrage Societies in London. Dort engagierte sie sich stark in der Wahlrechtsbewegung. Bei Ausbruch des Ersten Weltkriegs meldete sie sich freiwillig für die Scottish Women’s Hospitals for Foreign Service und war von Februar 1915 bis November 1917 im Einsatz. Ihr erster Einsatz war im Kloster Royaumont, dem Militärkrankenhaus, das auch Hôpital Auxiliare genannt wurde und zur Behandlung verwundeter französischer Soldaten eingerichtet worden war. Dort arbeitete sie mit Ruth Nicholson zusammen. Collum begann als Pflegerin, wurde dann aber in der neuen Abteilung zur Röntgenassistentin ausgebildet. Sie wurde sehr erfahren und entwickelte ihre Fähigkeiten weiter. Im März 1916 wurde sie jedoch nach Hause geschickt, um sich auszuruhen und zu erholen. Doch auf der Rückreise am 24. März von Folkestone nach Dieppe wurde ihr Fährschiff, die Sussex, torpediert. Etwa 50 Menschen kamen ums Leben; Collum wurde schwer verletzt. Collum wurde zur Behandlung nach England zurückgeschickt und kehrte noch vor Juli 1916 auf ihren Posten zurück. Die französische Regierung verlieh Collum 1915 die Médaille d’honneur du service de santé des armées und 1918 das Croix de guerre für ihre Arbeit. Die britische Regierung verlieh ihr die British War Medal und die Victory Medal. Während ihrer Zeit im Krankenhaus schrieb sie unter dem Namen Skia für das Blackwood’s Magazine über ihre Erfahrungen. Ihre detaillierten Beschreibungen des Personals, der Ausrüstung und der Situation im Krankenhaus geben einen detaillierten Einblick in die Krankenhäuser des Krieges, insbesondere während der Offensive im Juli 1916.
Nach dem Krieg wurde Collum nach den Ergebnissen ihrer Blutuntersuchungen geraten, sich von der Strahlenarbeit fernzuhalten. Sie hatte Strahlungsverbrennungen an Händen und Hals erlitten. Collum arbeitete danach als Anthropologin und Archäologin. Sie schrieb viel und zu unterschiedlichsten Themen. Collum wurde im Mai 1924 in die Royal Anthropological Institution in London gewählt und war Mitglied der Society of Antiquaries of Scotland. Sie hatte keine formale Ausbildung und bezeichnete sich selbst als Studentin der Welt. Sie reiste nach Japan und in den Fernen Osten. 1931 grub Collum das La Maison des Feins in Tressé in der Bretagne aus. Sie arbeitete zusammen mit Mary Eily de Putron am Dolmen von Le Dehus und den Ausgrabungen am Galeriegrab von Delancey auf Guernsey. Collum zog nach Guildford in Surrey, wo sie 1957 im St. Luke’s Hospital der Stadt starb.